# Atletismo nos Jogos Pan-Americanos de 1991 - Revezamento 4x100 m feminino
A prova do revezamento 4x100 m feminino nos Jogos Pan-Americanos de 1991 foi realizada em 11 de agosto em Havana, Cuba.

## Medalhistas
| Ouro                                                                           | Prata                                                               | Bronze                                                                       |
| JAM Jamaica Cheryl-Ann Phillips Dahlia Duhaney Beverly McDonald Merlene Frazer | CUB Cuba Liliana Allen Eusebia Riquelme Julia Duporty Idalmis Bonne | USA Estados Unidos Chryste Gaines LaMonda Miller Anita Howard Arnita Myricks |

### Final
| Posição           | Nação              | Nomes                                                                 | Tempo | Notas |
| ----------------- | ------------------ | --------------------------------------------------------------------- | ----- | ----- |
| Medalha de ouro   | JAM Jamaica        | Cheryl-Ann Phillips, Dahlia Duhaney, Beverly McDonald, Merlene Frazer | 43.79 |       |
| Medalha de prata  | CUB Cuba           | Liliana Allen, Eusebia Riquelme, Julia Duporty, Idalmis Bonne         | 44.31 |       |
| Medalha de bronze | USA Estados Unidos | Chryste Gaines, LaMonda Miller, Anita Howard, Arnita Myricks          | 44.62 |       |
| 4                 | COL Colômbia       |                                                                       | 44.68 |       |
| 5                 | CAN Canadá         |                                                                       | 44.86 |       |